# Rue University
Rue University – jedna z ważniejszych ulic w śródmieściu Montrealu. Leżąca na osi północ-południe i jest przedłużeniem quebeckiej autostrady Autoroute 10. Łączy Rue Notre-Dame z Avenue des Pins.
Nazwa ulicy pochodzi od Uniwersytetu McGill, jednego z dwóch w Montrealu (i trzech w Quebecu) uniwersytetów anglojęzycznych, który posiada wiele budynków przy tej ulicy.